# 쿠르트 슈투덴트

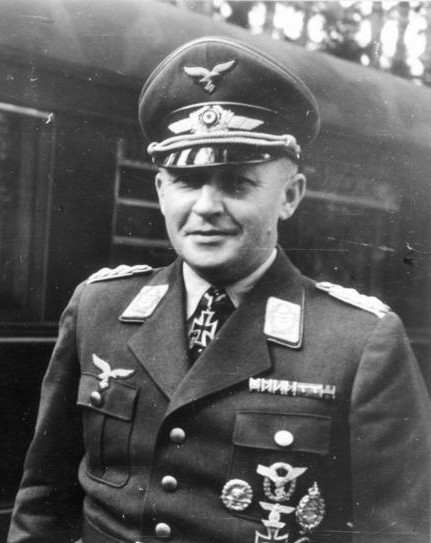
1941년 모습

쿠르트 슈투덴트(Kurt Student, 본명: Kurt Arthur Benno Student, 1890년 5월 12일 – 1978년 7월 1일)는 제2차 세계 대전 당시 루프트바페의 독일 장군이었다. 공수 부대의 초기 선구자였던 슈투덴트는 낙하산병(Fallschirmjäger)으로 알려진 낙하산 부대를 개발하는 전반적인 지휘를 맡았으며 낙하산병의 가장 선임 구성원으로서 전쟁 내내 지휘했다. 슈투덴트는 1940년 5월에 역사상 최초의 주요 공수 공격인 헤이그 전투를 이끌었다. 그는 또한 마지막 주요 공수 작전인 1941년 5월 크레타 침공에서 낙하산병을 지휘했다. 이 작전은 독일군의 손실에도 불구하고 성공적이었다. 연합군이 자체 공수 부대의 훈련 및 개발을 서두르도록 이끌었다.
1947년 슈투덴트는 크레타에서 부하들에 의해 전쟁 포로를 학대하고 살해한 혐의로 전쟁 범죄로 재판을 받고 유죄 판결을 받았다. 슈투덴트는 또한 1941년 크레타 민간인에 대한 보복 학살의 물결에 책임이 있었지만 가혹한 처벌을 피했다.

## 수상
- 철십자 (1914)
- 철십자보장 (1939)
- 기사십자 철십자장